# Język lucumi
Język lucumi, lukumi – język pochodzenia afrykańskiego, wywodzący się z joruba i blisko z nim spokrewniony, używany na Kubie jako tajny język modlitw i pieśni w ramach rytuałów religii Santeria.